# دوغلاس إنجيلبارت
دوغلاس كارل إنجلبارت (بالإنجليزية: Douglas Carl Engelbart)‏ (وُلد في الثلاثين من شهر يناير عام 1925 – توفي في الثاني من شهر يوليو عام 2013) مهندس ومخترع أمريكي، وواحد من رواد الحاسوب والإنترنت الأوائل. يُشتهر إنجلبارت بإنشائه تخصص/ مجال التفاعل الإنساني الحاسوبي، وقد حدث ذلك -بشكل خاص- في مختبر مركز أبحاث التنمية الموجود في معهد ستانفورد للأبحاث، ما أدى إلى اختراع فأرة الحاسوب، وتطوير النصوص التشعبية والحواسيب الشبكية وبوادر واجهات المستخدم الرسومية. عُرضت تلك الاختراعات في معرض «ذا موذر أوف آل ديموز» -ومعناه « أم كلّ العروض التوضيحية»- عام 1968. سُمي قانون إنجلبارت تيمنًا بدوغلاس إنجلبارت، وينص القانون على أن المعدل الذاتي للأداء البشري يتخذ منحى أسّيًا.
في أوائل خمسينيات القرن الماضي، قرر دوغلاس صبّ اهتمامه على جعل العالم مكانًا أفضل بدلًا من البحث عن «وظيفة ثابتة» –كمنصبه في مركز أميس للأبحاث. توصل إنجلبارت إلى هذا القرار بسبب تزايد تشابك وتعقيد القضايا والمشاكل التي يمر بها العالم، ولأن أي جهد لتحسين العالم يتطلب التنسيق بين مجموعات البشر، وأفضل طريقة لحل هذه المشاكل هي تعزيز الذكاء البشري وتطوير طرق لبناء ذكاء جماعي. آمن إنجلبارت بأن الحاسوب، والذي اعتُبر حينها مجرد أداة للأتمتة، سيصبح أداة شديدة الأهمية للعمال في المستقبل من أجل الحصول على المعرفة وحلّ تلك المشاكل. كان إنجلبارت ملتزمًا ومناصرًا نشطًا لتطوير الحواسيب والحواسيب الشبكية واستخدامها لمساعدة العالم بأكمله في التصدي للقضايا والمشاكل المعقدة والملحة بشكل متزايد. غرس إنجلبارت مجموعة من المبادئ التنظيمية في مختبره، وهي ما أطلق عليها مصطلح «تمهيد التشغيل». اعتقد إنجلبارت أن عدم انحياز الأنظمة البشرية وأنظمة الأدوات سيؤدي إلى تسارع معدل التقدم.
طوّر مختبر الأبحاث التعزيزية نظام  NLS (أونلاين سيستم) تحت إشراف إنجلبارت، وكانت وكالة مشاريع البحوث المتطورة الدفاعية الممول الرئيس للمركز، فأظهر ذاك النظام عددًا من التقنيات، أصبح معظمها يُستخدم على نطاق واسع اليوم، كفأرة الحاسوب وشاشات الصور النقطية والنصوص التشعبية، وعُرضت جميع تلك التقنيات في معرض «ذا موذر أوف آل ديموز» عام 1968. نُقل المختبر من معهد ستانفورد للأبحاث إلى شركة تايمشير في أواخر سبعينيات القرن الماضي، والتي استحوذ عليها مكدونيل دوغلاس عام 1984، وأُعيدت تسمية نظام NLS ليصبح أوغمنت. قُوضت مساعي إنجلبارت، سواءً في شركة تايمشير أو عند عمله لدى مكدونيل دوغلاس، جراء قلة الاكتراث بأفكاره، ونقص التمويل الكافي لتحقيق تلك الأفكار على أرض الواقع، فتقاعد إنجلبارت عام 1986.
في عام 1988، أطلق إنجلبارت وابنته كريستينا معهد بوتستراب -عُرف لاحقًا باسم معهد دوغ إنجلبارت- من أجل الترويج لأفكار إنجلبارت، تحديدًا في جامعة ستانفورد، فأدى إنشاء المعهد إلى حصوله على بعض التمويل من وكالة مشاريع البحوث المتطورة الدفاعية لتحديث الواجهة التفاعلية لأوغمنت. في شهر ديسمبر عام 2000، منح الرئيس الأمريكي بيل كلينتون وسام التكنولوجيا الوطني لإنجلبارت، وهو أعلى جائزة تقنية في الولايات المتحدة الأمريكية. في شهر ديسمبر من عام 2008، كُرّم إنجلبارت من طرف معهد ستانفورد للأبحاث في الذكرى الأربعين لمعرض «موذر أوف آل ديموز».

## حياته
ولد إنجيلبارت في ولاية أوريغون الأمريكية في 30 يناير 1925 ، وكان الأخ الأوسط بين ثلاثة أخوة، في أثناء دراسة إنجيلبارت في جامعة ولاية أوريغون جند في البحرية وقضي سنتين في الخدمة كفني رادار في الفلبين وهناك قرأ مقالة للمهندس الأمريكي فانيفار بوش بعنوان (As We May Think) التي أثرت عليه، عاد بعد ذلك إلى ولاية أوريغون وواصل دراسته وحصل على البكالوريوس في الهندسة الكهربية في عام 1948 والدكتوراة في الهندسة الكهربائية وعلوم الحاسب الآلي من جامعة كاليفورنيا، بركلي عام 1955
بعد عام من التدريس في جامعة بيركلي، كأستاذ مساعد، وحصل على وظيفة في معهد ستانفورد للأبحاث في مينلو بارك، وهناك أثبت إنجيلبارت نفسه تدريجيا بحصوله على أكثر من اثني عشر براءة اختراع باسمه، وعين إنجيلبارت فريق من الباحثين في مركز بحثي أسسه في معهد ستانفورد ووأصبح القوة الدافعة وراء تصميم وتطوير نظام (أون لاين سيستم) وقد طور مع فريقه عناصر واجة الكمبيوتر مثل شاشات البيت مابد، الفأرة، النص التشعبي، والأدوات التعاونية وبدايات واجهة المستخدم الرسومية
وقد تقدم إنجيلبارت للحصول على براءة أختراع عام 1967 وحصل عليها عام 1970 عن الوعاء الخشبي ذو العجلتين المعدنيتين (فأرة الكمبيوتر)

## الجوائز
- وسام بنجامين فرنكلن في مجال علوم الحاسب والعلوم المعرفية سنة 1999.